# Nhạc Trung Quốc Phong
Nhạc Trung Quốc Phong (giản thể: 中国风; phồn thể: 中國風; bính âm: Zhōngguó fēng) hay làn gió Trung Hoa, tức dòng nhạc mang phong cách Trung Quốc, âm hưởng Trung Hoa, nổi lên trên thị trường nhạc đại chúng vào đầu thập niên 2000, nối tiếp sự thành công của những bản hit thời kỳ đầu của ngôi sao nhạc Mandopop người Đài Loan Châu Kiệt Luân như "Nương Tử" (tiếng Trung: 娘子; bính âm: Niáng zǐ) và "Gió đông thổi" (tiếng Trung: 東風破; bính âm: Dōng fēng pò).
Làn gió "Trung Quốc Phong" dẫn đầu một xu hướng mới của dòng nhạc pop Hoa ngữ (C-pop), bao gồm việc sử dụng các yếu tố Trung Hoa truyền thống hơn là việc đơn giản đi theo khuôn mẫu âm nhạc phương Tây. Những bài hát Trung Quốc Phong nổi tiếng khác gồm có "Sứ Thanh Hoa" (tiếng Trung: 青花瓷; bính âm: Qīng huā cí), "Đài hoa cúc" (tiếng Trung: 菊花台; bính âm: Jú huā tái), "Thiên lý chi ngoại" (tiếng Trung: 千里之外; bính âm: Qiān lǐ zhī wài) của Châu Kiệt Luân và "Lỗi lầm ở vườn hoa" (tiếng Trung: 花田錯; bính âm: Huā tián cuò) của Vương Lực Hoành.

## Lịch sử

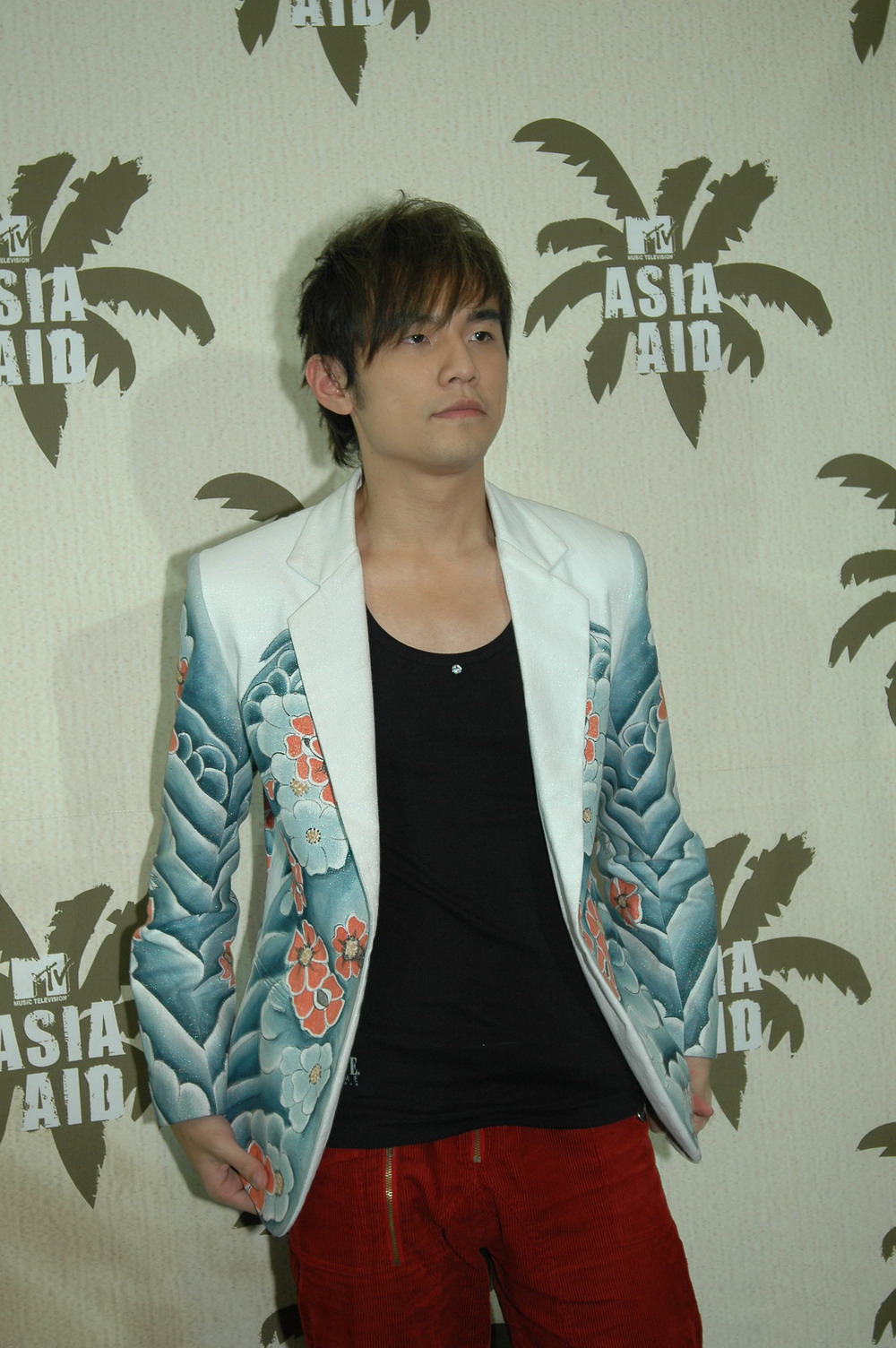
Châu Kiệt Luân được coi là người khai sinh ra dòng nhạc Trung Quốc Phong hiện đại.

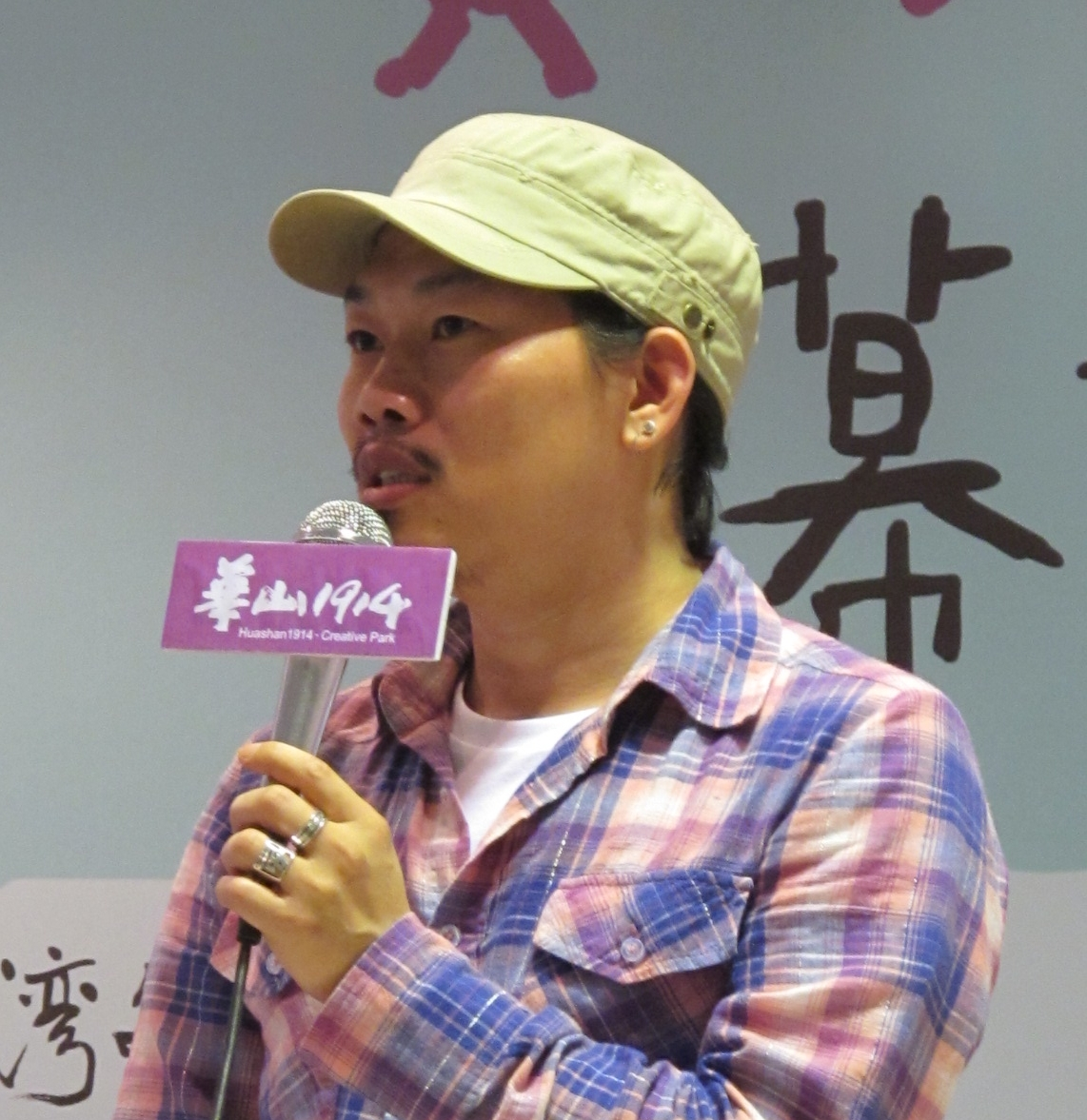
Phương Văn Sơn được phong là người viết lời bài hát Trung Quốc Phong.

## Đặc điểm
Trung Quốc Phong tức là thêm vào trong ca khúc một ít điển cố làm bối cảnh sáng tác, dùng âm nhạc hiện đại thể hiện ra hương vị cổ điển, xướng pháp đa dạng. Những ca khúc của dòng nhạc này có xu hướng được trình bày theo phong cách truyền thống phương Đông, có mặt một số nhạc khí phương Đông, âm điệu uyển chuyển mang theo một loại mỹ cảm của phương Đông truyền thống. Các bài hát chủ yếu lấy thể văn nói hoặc cổ từ làm phong cách chính, yêu cầu về từ phú càng cao càng tốt. Nhiều bài nghe giống như Trung Quốc Phong nhưng vì ca từ quá hiện đại nên chỉ có thể được coi như một bản R&B pha chút văn hóa Trung Quốc. Ngoài R&B, các thể loại âm nhạc khác như Rock, Rap, A cappella đều có thể được tìm thấy trong các bài hát thuộc phong cách này.
- Các bài hát theo Trung Quốc Phong đa số sử dụng "ngũ âm" làm nhịp điệu chính. Ngũ âm ở đây là 5 âm trong âm nhạc truyền thống Trung Quốc: cung, thương, giốc, chuỷ, vũ; tương ứng với các nốt: do, re, mi, sol, la trong âm nhạc phương Tây (trong nhạc lý Trung Quốc cổ điển không có âm tương ứng với nốt fa và nốt si).
- Khi soạn nhạc, sử dụng nhiều nhạc khí Trung Quốc như: nhị hồ, đàn tranh, tiêu, đàn tỳ bà,...
- Giọng hát vận dụng lối hát dân ca Trung Quốc hoặc hí khúc (các loại hí kịch truyền thống của Trung Quốc và các loại kịch hát địa phương, kết hợp múa hát để diễn một cốt truyện).
- Trong đề tài vận dụng thơ cổ Trung Quốc hoặc các sự tích, truyền thuyết, điển cố,...

Ngoài ra, một tiêu chuẩn thường được lấy để xem xét một ca khúc có phải thuộc thể loại này hay không là "tam cổ tam tân". "Tam cổ" có: từ phú cổ, văn hóa cổ, giai điệu cổ. "Tam tân" có: cách hát mới, soạn nhạc theo cách mới, và dùng các khái niệm mới.

### Ví dụ tiêu biểu
Bài hát "Gió đông thổi" (tiếng Trung: 東風破; bính âm: Dōng fēng pò) của nam ca sĩ Châu Kiệt Luân được coi là ca khúc dẫn đầu của thể loại Trung Quốc Phong trong số các bài hát được lưu hành phổ biến hiện nay bởi lẽ nó hoàn toàn thỏa mãn tiêu chuẩn "tam cổ tam tân", ngoài ra còn có "Tóc như tuyết" (tiếng Trung: 發如雪; bính âm: Fā rú xuě). Các ca khúc trước đó của anh cũng có rất nhiều bài được cho là thăm dò thị trường cho thể loại này. Các ca khúc theo thể loại Trung Quốc Phong chú trọng đến sự ngắn gọn, tinh luyện trong ngôn ngữ cũng như cách thể hiện nội dung thông qua một ngữ cảnh cụ thể. Thường trong ca khúc sẽ mượn một ít từ ngữ trong thơ, văn, từ,... thông qua các thủ pháp tu từ như tỉ dụ, ẩn dụ,... để thể hiện được ý cảnh của ca khúc, giống như các ca khúc "Công công đau đầu" (tiếng Trung: 公公偏頭痛; bính âm: Gōng gōng piān tóu tòng), "Khách sạn hồng trần" (tiếng Trung: 紅塵客棧; bính âm: Hóng chén kè zhàn),...
| Nghệ sĩ         | STT | Tên gốc bài hát tiếng Hoa + bính âm | Tên tiếng Anh           | Tên tiếng Việt        | Album                              | Năm phát hành | Quốc gia phát hành |
| --------------- | --- | ----------------------------------- | ----------------------- | --------------------- | ---------------------------------- | ------------- | ------------------ |
| Châu Kiệt Luân  | 1   | 公公偏頭痛 Gong Gong Pian Tou Tong  | Gong Gong With Headache | Công Công đau đầu     | Opus 12                            | 2012          | Đài Loan           |
| Châu Kiệt Luân  | 2   | 紅塵客棧 Hong Chen Ke Zhan          |                         | Khách sạn hồng trần   | Opus 12                            | 2012          | Đài Loan           |
| Châu Kiệt Luân  | 3   | 東風破 Dong Feng Po                 |                         | Gió đông thổi         | Diệp Huệ Mỹ – Ye Hui Mei           | 2003          | Đài Loan           |
| S.H.E           | 1   | BELIEF                              |                         |                       |                                    | 2002          | Đài Loan           |
| S.H.E           | 2   | 长相思                              |                         | Trường Tương Tư       |                                    |               | Đài Loan           |
| S.H.E           | 3   | 十面埋伏                            |                         | Thập diện mai phục    |                                    |               | Đài Loan           |
| Vương Lực Hoành | 1   | 心中的日月                          |                         | Nhật Nguyệt Trong Tim |                                    |               | Đài Loan           |
| Vương Lực Hoành | 2   | 竹林深处                            |                         | Rừng trúc sâu thẳm    |                                    |               | Đài Loan           |
| Vương Lực Hoành | 3   | 在那遥远的地方                      |                         | Ở nơi xa xăm ấy       |                                    |               | Đài Loan           |
| Vương Lực Hoành | 4   | 盖世英雄                            |                         | Cái thế anh hùng      | Cái thế anh hùng – Heroes of Earth | 2005          | Đài Loan           |
| Vương Lực Hoành | 5   | 在梅边                              |                         | Bên cành đào          | Cái thế anh hùng – Heroes of Earth | 2005          | Đài Loan           |

Và một số ca khúc khác gần giống Trung Quốc Phong như:
| Nghệ sĩ        | STT | Tên gốc bài hát tiếng Hoa + bính âm | Tên tiếng Anh | Tên tiếng Việt       | Album | Năm phát hành | Quốc gia phát hành |
| -------------- | --- | ----------------------------------- | ------------- | -------------------- | ----- | ------------- | ------------------ |
| Trương Vũ Sinh | 1   | 后窗                                |               | Cửa sổ sau           |       | 1996          | Đài Loan           |
| Châu Kiệt Luân | 1   | 乱舞春秋                            |               | Loạn Vũ Xuân Thu     |       |               | Đài Loan           |
| Lâm Tuấn Kiệt  | 1   | 江南                                | River South   | Giang Nam            |       |               | Đài Loan           |
| Lâm Tuấn Kiệt  | 2   | 熟能生巧                            |               | Quen Tay Hay Việc    |       |               | Đài Loan           |
| Hậu Huyền      | 1   | 东爱                                |               | Đông Ái              |       |               | Trung Quốc         |
| Hậu Huyền      | 2   | 十有八九                            |               | Tám Chín Phần Mười   |       |               | Trung Quốc         |
| Nam Quyền Mama | 1   | 小时候                              |               | Lúc nhỏ              |       |               | Đài Loan           |
| Nam Quyền Mama | 2   | 牡丹江                              |               | Sông Mẫu Đơn         |       |               | Đài Loan           |
| Nam Quyền Mama | 3   | 花恋蝶                              |               | Hoa Yêu Bướm         |       |               | Đài Loan           |
| Lý Ngọc Cương  | 1   | 新贵妃醉酒                          |               | Tân Quí Phi Say Rượu |       |               | Trung Quốc         |
| Mã Thiên Vũ    | 1   | 青衣                                |               | Thanh Y              |       |               | Trung Quốc         |

## Nghệ sĩ
Nhạc Trung Quốc Phong đã và đang được một vài ca sĩ Đài Loan theo đuổi như Châu Kiệt Luân, Vương Lực Hoành, Đào Triết, Ngô Khắc Quần, Tank và nhóm nhạc nữ S.H.E. Các ca sĩ nổi tiếng của Trung Quốc, Hồng Kông và Singapore cũng dấn thân vào dòng nhạc Trung Quốc Phong. Dưới đây là danh sách các ca sĩ, nhóm nhạc, ban nhạc, nhà soạn nhạc, người viết lời bài hát đã từng phát hành hay sản xuất nhạc Trung Quốc Phong:
| - Lý Mân - Đào Triết - Hà Vận Thi - Phí Ngọc Thanh - Tiết Khải Kì - Hoắc Tôn - Hồ Ngạn Bân - Ngô Khắc Quần - Châu Kiệt Luân - Lâm Tuấn Kiệt - Dung Tổ Nhi - Thái Y Lâm - Vương Lực Hoành - Lý Ngọc Cương - La Chí Tường - Quan Thục Di - Uông Tô Lang - Tank - Trịnh Khả Vy - Chư Hồng Cương - Vịnh Nhi - Châu Hoa Kiện | - F.I.R. - Machi - Nam Quyền Mama - Phượng Hoàng Truyền Kỳ - S.H.E - Tín Nhạc Đoàn | - A Ngưu - Benson Fan - Trần Huy Dương - Hà Vận Thi - Châu Kiệt Luân - Ngô Khắc Quần - Phương Đại Đồng - Kuang Yumin - Vương Lực Hoành - Weng Weiying | - Chen Haofeng - Chen Zhenchuan - Chu Diệu Huy - Kuang Yumin - Lâm Tịch - Phương Văn Sơn - Hoàng Vỹ Văn |

## Ảnh hưởng nhạc Trung Quốc phong tới nhạcV-popViệt Nam
Tại Việt Nam phong trào "Tàu hóa V-pop" rầm rộ từ năm 2013, có thể kể đến những ca sĩ, nhạc sĩ như Phan Mạnh Quỳnh, Mr. Siro, Châu Khải Phong, Lê Bảo Bình, Trịnh Đình Quang, Khang Việt, Hồ Gia Khánh,... 
Có thể kể đến những ca khúc nhạc Việt mang âm hưởng nhạc Trung Quốc phong như 'Vầng trăng khóc của Nguyễn Văn Chung, Kiếp đỏ đen và Hãy về đây bên anh của Duy Mạnh, Tình là gì? của Tuấn Hưng, Nếu lúc trước em đừng tới của Quang Vinh, Ngắm hoa lệ rơi, Đơn côi tình tôi của Châu Khải Phong, Tự khúc ngắm hoa của Duy Cường, Anh vui là được  của Kim Ny Ngọc, Giúp anh trả lời những câu hỏi của Vương Anh Tú, Anh chẳng sao mà  của Khang Việt, Sóng gió của K-ICM, Tự tâm và Canh ba của Nguyễn Trần Trung Quân,...